# Kaiyeeh-kiiyaahaan
Kaiyeeh-kiiyaahaan (Kaiye-kiyahang), banda North Fork Wailaki Indijanaca, porodica Athapaskan, nastanjenih na sjevernoj i južnoj obali Eel Rivera u Kaliforniji, u području između granice bande Seechow-kiiyaahaan to jest zapadno od Wilson Creeka pa na istok do granice bandi Pitch Wailaki. 
Značenje imena ove bande nije poznato. Imali su dva sela: Nooleehchowtaahdin i Seeghaakindin. 